# Diego Capel
Diego Ángel Capel Trinidad (Albox, 16 de fevereiro de 1988) é um futebolista espanhol que atua como meia. Atualmente, joga no Extremadura UD.

## Carreira

### Sporting
Em 18 de Julho de 2011, Capel reconheceu que havia negociações entre Sevilla e Sporting Clube de Portugal para a transferência do jogador de € 6 milhões e um contrato de cinco anos, embora o valor acordado acabou por ser de € 3.500.000, com uma cláusula de rescisão de € 30 milhões. Ele fez a estreia pelo seu novo clube no dia 30 de Julho de 2011, jogando a segunda parte do jogo de apresentação aos adeptos da nova época, perdendo por 0-3 contra o Valencia CF, no Estádio José Alvalade.
Capel marcou o seu primeiro golo oficial pelo Sporting a 2 de Outubro de 2011 que até deu a vitória sobre o Vitória de Guimarães de 1-0. No seu 13º jogo oficial pelo Sporting contra o Gil Vicente marcou um bis de cabeça. Nesse jogo seria, então, considerado o melhor em campo. Tem sido nesta época cabeça-de-cartaz da campanha protagonizada pelo Sporting CP na Liga Portuguesa, onde já ficou por diversas vezes no pódio mensal pelos eleitores no site da LFPF.

## Títulos
Sevilla
- Liga Europa: 2005-06, 2006-07
- Supercopa Europeia: 2006
- Copa do Rei: 2006-07, 2009-10
- Supercopa da Espanha

Sporting
- Taça de Portugal

Seleção Espanhola
- Eurocopa Sub-19: 2006
- Eurocopa Sub-21: 2011